# Острво љубави (ријалити шоу)
Острво љубави (енг. Love island) британски је шоу за упознавање. Серијал приповеда Иајин Стирлинг, а водила ју је Керолајн Флек до њене суспензије 2019. године; Лора Витмор је почела да води емисију од 2020. године. Серија је зачетник међународне франшизе Острво љубави, са петнаест верзија које је до сада произведено широм света.
Емисија је била веома успешна и утицајна у британској популарној култури; постала је најгледанија емисија ИТВ2 у историји мреже 2018. и од 2020. била је најгледанија ТВ емисија међу  публиком од 16 до 34 године. Међутим, изазвао је приличну количину контроверзи, те је било позива  да укину овај програм.

## Историја
Дана 17. децембра 2019. године, Флек је објавила да ће се повући као водитељка шестог серијала након оптужби за напад на њеног дечка, Луиса Бартона . Дана 20. децембра 2019. године, објављено је да ће друга ТВ водитељка Лаура Витмор бити нова водитељка.
Дана 15. фебруара 2020. године, Флек је пронађена мртва у својој кући у Лондону, што је навело ИТВ да прекине емитовање две епизоде из поштовања према бившој водитељки.
Острво љубави укључује групу такмичара, који живе изоловано од спољашњег света у вили, који су  стално под видео надзором. Да би преживели у вили, Острвљани морају бити упарени са другим Острвљанином, било да се ради о љубави, пријатељству или новцу, пошто укупан победнички пар добија комбинованих 50.000 долара.
Сваки Острвљанин који остане самац након спајања бива елиминисан и бачен са острва. Острвљани такође могу бити елиминисани путем јавног гласања, јер током серијала јавно гласање путем апликације Острво љубави која је доступна на  телефонима за њихов омиљени пар или потенцијални пар. Парови који добију најмање гласова ризикују да буду елиминисани.
Године 2018. Острво љубави је добило ТВ награду БАФТА за категорију „Best Reality and Constructed Factualе“.

## Локације

### Мајорканска вила
Главна вила Мајорка која се користи за британску верзију Острва љубави је Дисеминадо Полигоно 5 у близини Сент Лоренца дес Кардасара, а вила Каса Амор је у близини Виле Алкхеми.

### Вила у Кејптауну
Јужноафричка вила која се користи је Midden Cottage у предграђу Констанције у Кејптауну.

## Преглед серијала
| Сезона | Епизода        | Година | Победници                        | Локација                              |
| ------ | -------------- | ------ | -------------------------------- | ------------------------------------- |
| 1      | 29             | 2015   | Jess Hayes & Max Morley          | Сантањи, Мајорка                      |
| 2      | 37             | 2016   | Cara De La Hoyde & Nathan Massey | Сантањи, Мајорка                      |
| 3      | 43             | 2017   | Amber Davies & Kem Cetinay       | Сент Лоренц дес Кардасар, Мајорка     |
| 4      | 49             | 2018   | Dani Dyer & Jack Fincham         | Сент Лоренц дес Кардасар, Мајорка     |
| 5      | 49             | 2019   | Amber Gill & Greg O'Shea         | Сент Лоренц дес Кардасар, Мајорка     |
| 6      | 36             | 2020   | Finn Tapp & Paige Turley         | Midden Cottage, Констанција, Кејптаун |
| 7      | 49             | 2021   | Liam Reardon & Millie Court      | Сент Лоренц дес Кардасар, Мајорка     |
| 8      | Биће објављено | 2022   | Биће објављено                   | Биће објављено                        |

## Контроверзе
Неки такмичари су објавили осветољубиву порнографију са експлицитним сликама на интернету и добили су претње смрћу.
Водитељка Керолајн Флек и такмичари Софи Грејдон и Мајк Таласитис умрли су у периоду од 20 месеци од самоубиства. Софин дечко се такође убио око 20 дана након њене смрти. Након самоубистава Грејдонове и Таласитиса, појавила се забринутост због притисака ријалити телевизије. Пре своје смрти, Грејдон је причала о нападима које је добила од онлајн тролова као резултат појављивања у програму. Ијан Хамилтон, виши предавач на Универзитету у Јорку о зависности и менталном здрављу, описао је програм као програм који „успева у сукобу производње“ и да „нажалост, такмичари сносе највећи терет овога.“ 
Емисија је добила бројне жалбе, са 4.100 људи који су уложили званичне жалбе на серију из 2018. због проблема као што су емитовани снимци и како су се такмичари понашали једни према другима. Добротворна организација Women's Aid критиковала је поступање према такмичаркама, које су "контролисали" и "злостављали" мушки такмичари. Добротворна организација Фондације за ментално здравље такође је критиковала емисију због негативног утицаја који може да има на гледаоце који се осећају несигурно у вези са својим телима. Емисија је такође добила критике због недостатка етничке разноликости и разноликости облика тела.